# Music from the Edge of Heaven
Music from the Edge of Heaven ist das dritte Studioalbum des britischen Popduos Wham!. Es erschien am 1. Juli 1986 bei Columbia Records.

## Entstehung und Veröffentlichung
Das Album wurde nur in Japan und Nordamerika veröffentlicht; in anderen Gebieten wurde stattdessen The Final herausgebracht. Beide Alben weisen Ähnlichkeiten auf. The Final enthält jedoch auch alle Haupt-Singles der Band und ist so eher ein Greatest-Hits-Album. Da es nicht in Großbritannien veröffentlicht wurde, wurde Music from the Edge of Heaven anders als The Final nicht in die CD-Remastering-Serie aufgenommen. Das Albumcover wurde von George Michael mit Peter Saville gestaltet.
Last Christmas war zuvor nur als Single erschienen – bereits im Dezember 1984 – und wurde somit erstmals auf einem Album veröffentlicht. The Edge of Heaven, Battlestations, Wham Rap! ’86 und Where Did Your Heart Go? wurden den Liner Notes zufolge für das Album neu aufgenommen. Battlestations und Where Did Your Heart Go? erschienen auch auf The Final. Andere Titel wurden jedoch leicht verändert. So enthält die Version von A Different Corner ein Intro, das außer im Musikvideo des Songs an keiner anderen Stelle zu finden ist. Auch die Version von I’m Your Man wurde leicht überarbeitet und enthält eine neu aufgenommene gesprochene Bridge. Zudem ist der Titel Blue (live in China) nur auf diesem Album zu finden.
Ein Boxset der drei Studioalben der Band mit dem Titel Original Album Classics wurde am 20. März 2015 veröffentlicht, einschließlich dieses Albums.
Das Album wurde in Großbritannien zum ersten Mal bei iTunes veröffentlicht und Ende 2017 zum Download angeboten.

## Titelliste
Die Plattenversion des Albums ist in eine „Hot Side“ und eine „Cool Side“ unterteilt.
| Nr. | Titel                    | Autor(en)                | Länge |
| --- | ------------------------ | ------------------------ | ----- |
| 1.  | The Edge of Heaven       | George Michael           | 4:31  |
| 2.  | Battlestations           | Michael                  | 5:25  |
| 3.  | I’m Your Man             | Michael                  | 6:05  |
| 4.  | Wham! Rap ’86            | Michael, Andrew Ridgeley | 6:33  |
| 5.  | A Different Corner       | Michael                  | 4:30  |
| 6.  | Blue (live in China)     | Michael                  | 5:43  |
| 7.  | Where Did Your Heart Go? | Don Was, Dave Was        | 5:43  |
| 8.  | Last Christmas           | Michael                  | 6:44  |

## Singles
| Jahr | Titel                                           | Höchstplatzierung, Gesamtwochen, AuszeichnungChartplatzierungen (Jahr, Titel, , Platzierungen, Wochen, Auszeichnungen, Anmerkungen) | Höchstplatzierung, Gesamtwochen, AuszeichnungChartplatzierungen (Jahr, Titel, , Platzierungen, Wochen, Auszeichnungen, Anmerkungen) | Höchstplatzierung, Gesamtwochen, AuszeichnungChartplatzierungen (Jahr, Titel, , Platzierungen, Wochen, Auszeichnungen, Anmerkungen) | Höchstplatzierung, Gesamtwochen, AuszeichnungChartplatzierungen (Jahr, Titel, , Platzierungen, Wochen, Auszeichnungen, Anmerkungen) | Höchstplatzierung, Gesamtwochen, AuszeichnungChartplatzierungen (Jahr, Titel, , Platzierungen, Wochen, Auszeichnungen, Anmerkungen) | Anmerkungen                             |
| Jahr | Titel                                           | DE | AT | CH | UK | US | Anmerkungen                             |
| ---- | ----------------------------------------------- | --- | --- | --- | --- | --- | --------------------------------------- |
| 1984 | Last Christmas (auch bekannt als: Christmas 85) | DE1 ×3Dreifachplatin · (183 Wo.)DE                                                                                                  | AT1 a (124 Wo.)AT | CH2 (127 Wo.)CH | UK1 ×6Platin + Sechsfachplatin (Digital) · (131 Wo.)UK                                                                              | US3 a ×2Doppelplatin · (45 Wo.)US                                                                                                   | Erstveröffentlichung: 30. November 1984 |
| 1985 | I’m Your Man                                    | DE7 (12 Wo.)DE | AT14 (10 Wo.)AT | CH7 (9 Wo.)CH | UK1 Gold · (13 Wo.)UK | US3 (18 Wo.)US | Erstveröffentlichung: 11. November 1985 |
| 1986 | The Edge of Heaven                              | DE4 (15 Wo.)DE | AT11 (12 Wo.)AT | CH4 (10 Wo.)CH | UK1 Silber · (12 Wo.)UK | US10 (13 Wo.)US | Erstveröffentlichung: 18. Juni 1986     |
| 1986 | Where Did Your Heart Go?                        | — | AT23 (4 Wo.)AT | — | — | US50 (8 Wo.)US | Erstveröffentlichung: September 1986    |

## Rezeption

### Rezensionen
AllMusic bezeichnete das Album mehr als ein „Sammelsurium“ von Titeln als ein „kohärentes Album“. Dennoch lag die Bewertung bei 3,5 von fünf Sternen.

### Chartplatzierungen
| ChartsChartplatzierungen       | Höchstplatzierung | Wochen |
| ------------------------------ | ----------------- | ------ |
| Vereinigte Staaten (Billboard) | 10 (28 Wo.)       | 28     |

### Auszeichnungen für Musikverkäufe
| Land/Region               | Auszeichnungen für Musikverkäufe (Land/Region, Auszeichnung, Verkäufe) | Verkäufe  |
| ------------------------- | ---------------------------------------------------------------------- | --------- |
| Kanada (MC)               | Platin                                                                 | 100.000   |
| Vereinigte Staaten (RIAA) | Platin                                                                 | 1.000.000 |
| Insgesamt                 | 2× Platin ·                                                            | 1.100.000 |

Hauptartikel: Wham!/Auszeichnungen für Musikverkäufe